# Portugál vizsla
A portugál vizsla (Perdigueiro Português) egy portugál kutyafajta.

## Történet
Kialakulása az 1200-as évekre tehető. Kitűnő vadász, amit mi sem igazol jobban, mint egy XVI. századi rendelet, mely szerint csak a királyi család tagjainak tulajdonát képezhette. Túlzott elszaporodása következtében ugyanis erősen megcsappant volna a vadállomány. 

## Külleme
Marmagassága 52-56 centiméter, tömege 16-27 kilogramm. Középtermetű kutya, melyet szülőhazájában még ma is vadászatra tartanak. Feje széles, stopja kifejezett. Rövid és hosszú szőrű változata is van, bár ez utóbbi meglehetősen ritka. 

## Jelleme
Kitartó, engedelmes. Rendkívül értelmes, tanulékony állat. Kedvenc zsákmánya a fogoly. 

## Képgaléria

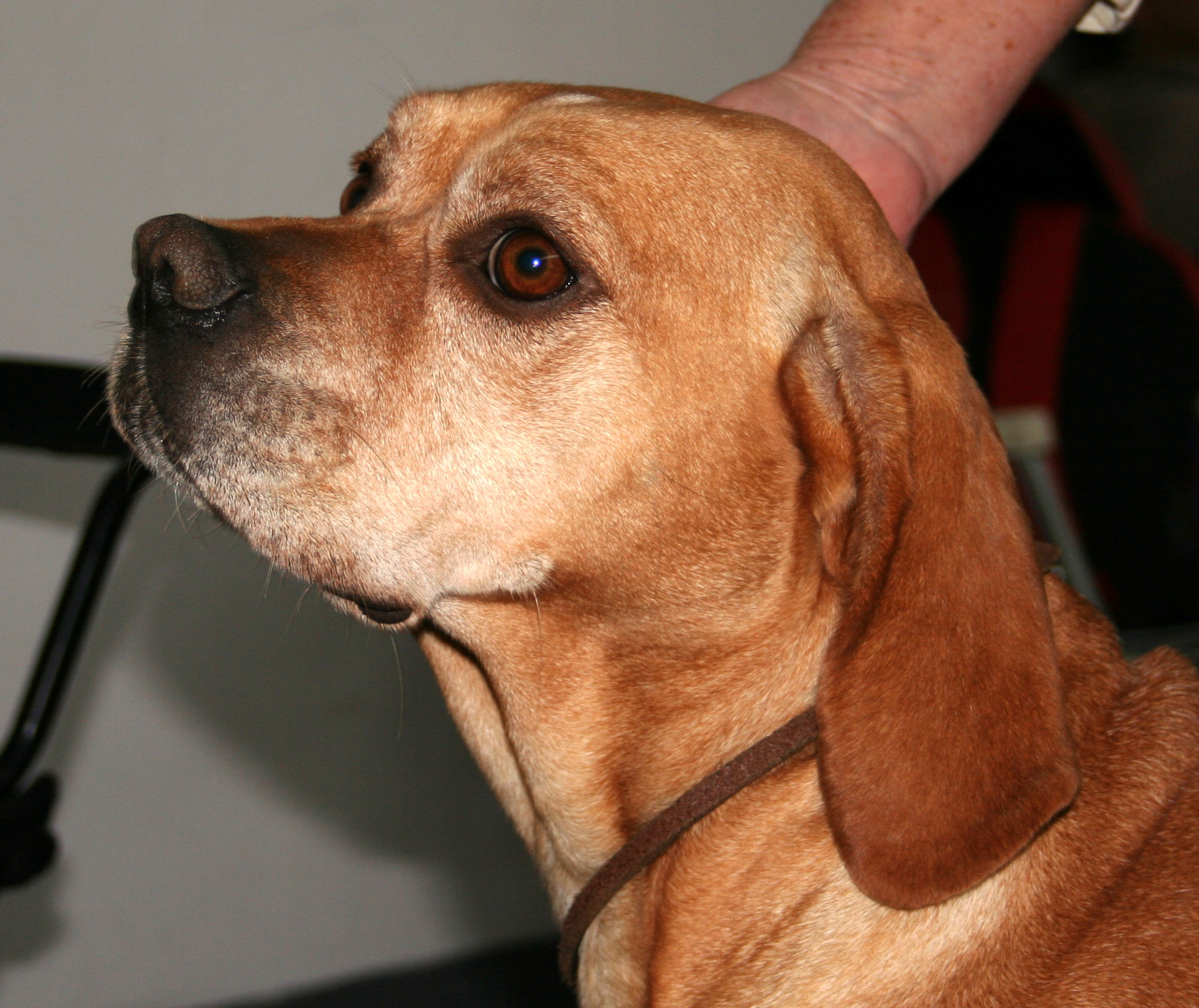
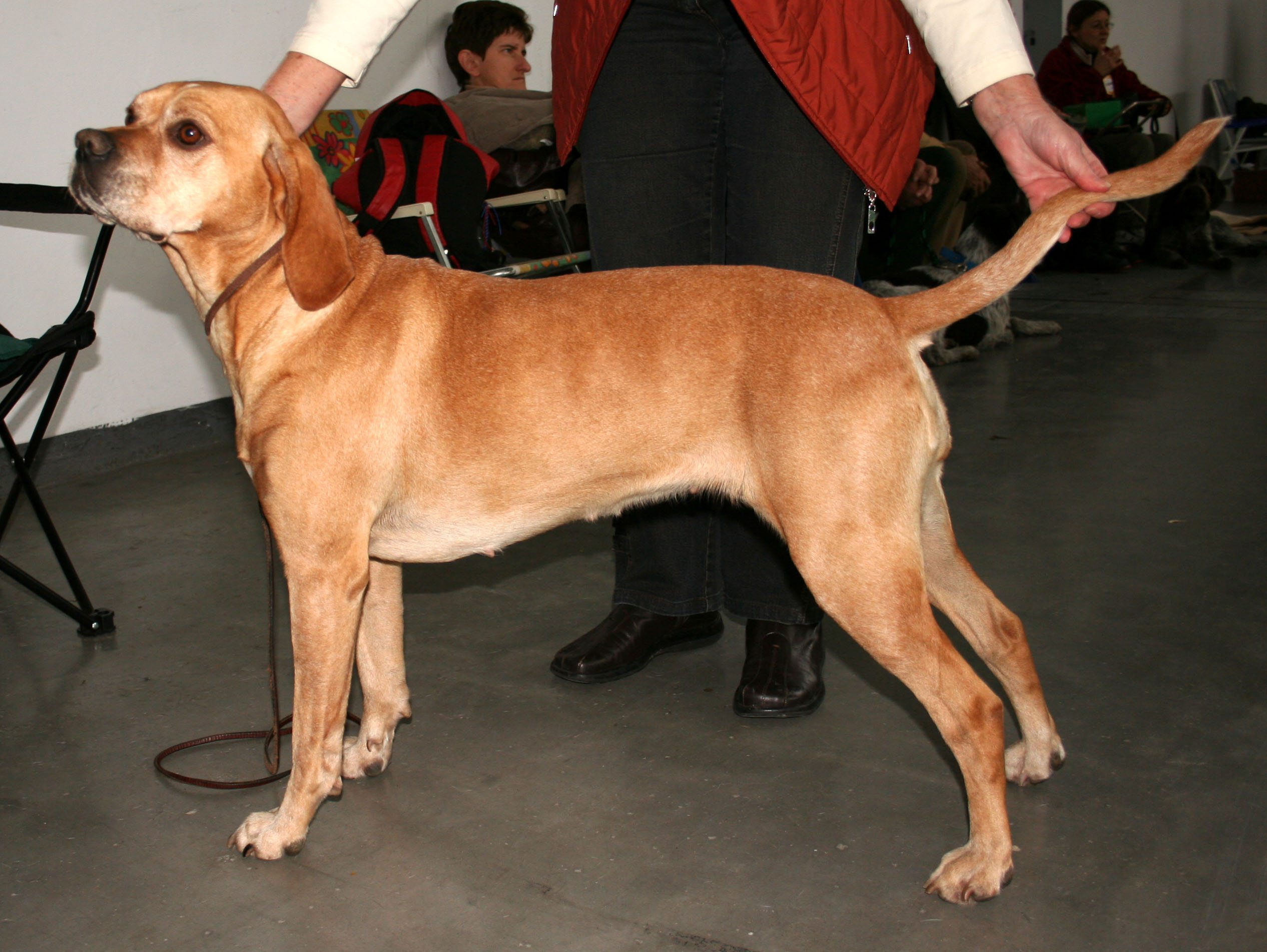